# Morro Grande
Morro Grande is een gemeente in de Braziliaanse deelstaat Santa Catarina. De gemeente telt 2.775 inwoners (schatting 2009).

## Aangrenzende gemeenten
De gemeente grenst aan Meleiro, Nova Veneza, Timbé do Sul, Turvo en São José dos Ausentes (RS).